# Gustave Geley
Compléments
Cofondateur et directeur de l'Institut métapsychique international.
Gustave Geley, né le 13 avril 1868 à Montceau-les-Mines et mort dans un accident d'avion le 15 juillet 1924, est un médecin français. Il est surtout connu par son intérêt pour la métapsychique.

## Biographie
Il obtient son diplôme à la faculté de médecine de Lyon et pratique la médecine à Annecy. Il abandonne l'exercice de la médecine en 1918 et se consacre à la parapsychologie, notamment à la production d'ectoplasmes produits par des médiums. Il est cofondateur de l'Institut métapsychique international dont il est directeur de 1919 jusqu'à sa mort en 1924.

## Expérimentations sur les ectoplasmes
Ses travaux les plus remarquables ont été conduits avec trois médiums.

### Eva carrière (1886-?)

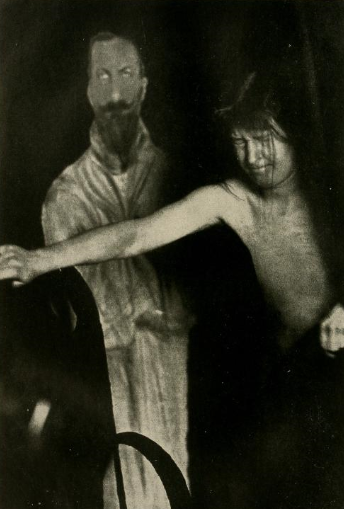
Eva Carrière surprise dévêtue devant un « esprit » en carton découpé.

Au cours de l’hiver 1918-1919, il dirige de nombreuses expérimentations avec la médium française Marthe Beraud, connue sous le nom d'Eva Carrière, qui fut par la suite convaincue de fraude à plusieurs reprises.

### Jean Guzik (1876-1928)
Jean Guzik est un ouvrier tanneur polonais, qui produisit très jeune des manifestations paranormales qui perturbaient son entourage. Il fut d'abord étudié par les membres de la Société polonaise d'études psychiques, puis il vint en France en 1922 et 1923 où il fut étudié par le docteur Gustave Geley. Les manifestations produites pendant les nombreuses expériences menées à l'Institut métapsychique international permirent, à leur issue, la rédaction d'un manifeste signé par trente-quatre personnalités, concluant à la réalité du phénomène : « Nous affirmons notre conviction que les phénomènes obtenus avec Jean Guzik ne sont explicables ni par des illusions ou hallucinations individuelles ou collectives, ni par une supercherie quelconque. »
Néanmoins cette affirmation fut ultérieurement niée par une commission de la Sorbonne. Les manifestations constatées étaient de natures très variées : phénomènes lumineux, apparitions de formes diverses, contacts, bruits, odeurs, paroles, etc. 

### Franek Kluski (1873-1943)
Franek Kluski, de son vrai nom Théophile Modrzejewski, banquier polonais venu tardivement à la médiumnité, se mit à la disposition du docteur Gustave Geley dans les années 1920 et 1921. Pour garder une trace des ectoplasmes très réalistes produits par ce médium, le docteur Geley eut l'idée d'employer une méthode originale : il remplissait un baquet d'eau très chaude sur lequel surnageait une épaisse couche de paraffine, d'abord colorée en bleue, puis ultérieurement marquée chimiquement par du cholestérol, substance indécelable mais se colorant en rouge au contact d'acide sulfurique. Pendant les séances, qui se déroulaient dans une faible lumière rouge, avec les précautions habituelles, on demandait au médium de plonger les membres ectoplasmiques qu'il avait créés dans ce baquet. Le docteur Geley obtint ainsi, entre le 8 novembre et le 31 décembre 1920, les moules, sous la forme d'un fragile « gant » de paraffine vide, de sept mains, d'un pied et d'un bas de visage qui, une fois remplis de plâtre, donnèrent des moulages d'un total réalisme qui sont conservés à l'Institut métapsychique international. Une première constatation surprenante fut qu'il s'agissait de mains d'adultes, mais avec des dimensions de mains d'enfants. Après diverses expertises il ressort :
- Que les moules ont bien été réalisés avec la paraffine contenue dans le baquet, ce qui exclut toute possibilité de préparation préalable des moules.
- Que la forme de certaines mains, avec des doigts repliés ou les doigts de deux mains entremêlés, interdit d'utiliser un moule rigide en un seul morceau, les mains ne pouvant s'extraire sans briser le moule.

Plusieurs procédés ont été avancés pour expliquer la technique d'une fraude éventuelle, mais aucun n'a été réellement convaincant et tous impliquaient la complicité, assez peu vraisemblable[pourquoi ?], du docteur Geley.

### Pascal Forthuny
C'est au cours d'une séance informelle se déroulant à l'IMI durant l'hiver 1921, qu'il découvre par hasard les dons de clairvoyance insoupçonnés du critique d'art Pascal Forthuny.

### Publications
- Essai de revue générale et d’interprétation du spiritisme, Lyon, Imprimerie L.Bourgeon, 1897 (lire en ligne)
- L’Être subconscient : Essai de synthèse explicative des phénomènes obscurs de psychologie normale et anormale, Paris, Félix Alcan, 1899 (lire en ligne)
- La physiologie dite paranormale et les phénomènes d’idéoplastie, Paris, Félix Alcan, 1918
- De l’inconscient au conscient, Paris, Félix Alcan, 1919 (lire en ligne)
- L’ectoplasmie et la clairvoyance, Félix Alcan, 1924